# Synode national de Charenton (1631)
Le Synode national de Charenton de 1631 est un rassemblement des délégués des Églises réformées en France, qui se tient au temple de Charenton, lieu de culte des protestants de Paris.
Le synode décréte une nouvelle discipline, c’est-à-dire l’ordre par lequel l’Église sera conduite et gouvernée. Entre autres, le synode décréte la possibilité pour les Calvinistes et les Luthériens de participer ensemble à des cérémonies, notamment la Cène. Cela ne met cependant pas fin à la division des protestants.
Les décisions de ce synode sont fortement combattues et réfutées par le curé de Charenton, le jésuite François Véron (1575-1649). Il rédige plusieurs lettres polémiques, conservés à la Bibliothèque nationale de France, à la bibliothèque diocésaine de Cologne, à la bibliothèque de l’université de Genève (Centre histoire de la Réformation) et à la British Library (Londres). Cet épisode s’inscrit dans le long conflit entre l’Église catholique romaine et les Églises réformées en France entre l'édit de Nantes de 1598 et sa révocation par l'Édit de Fontainebleau de 1685.